# Sông Würm (Amper)

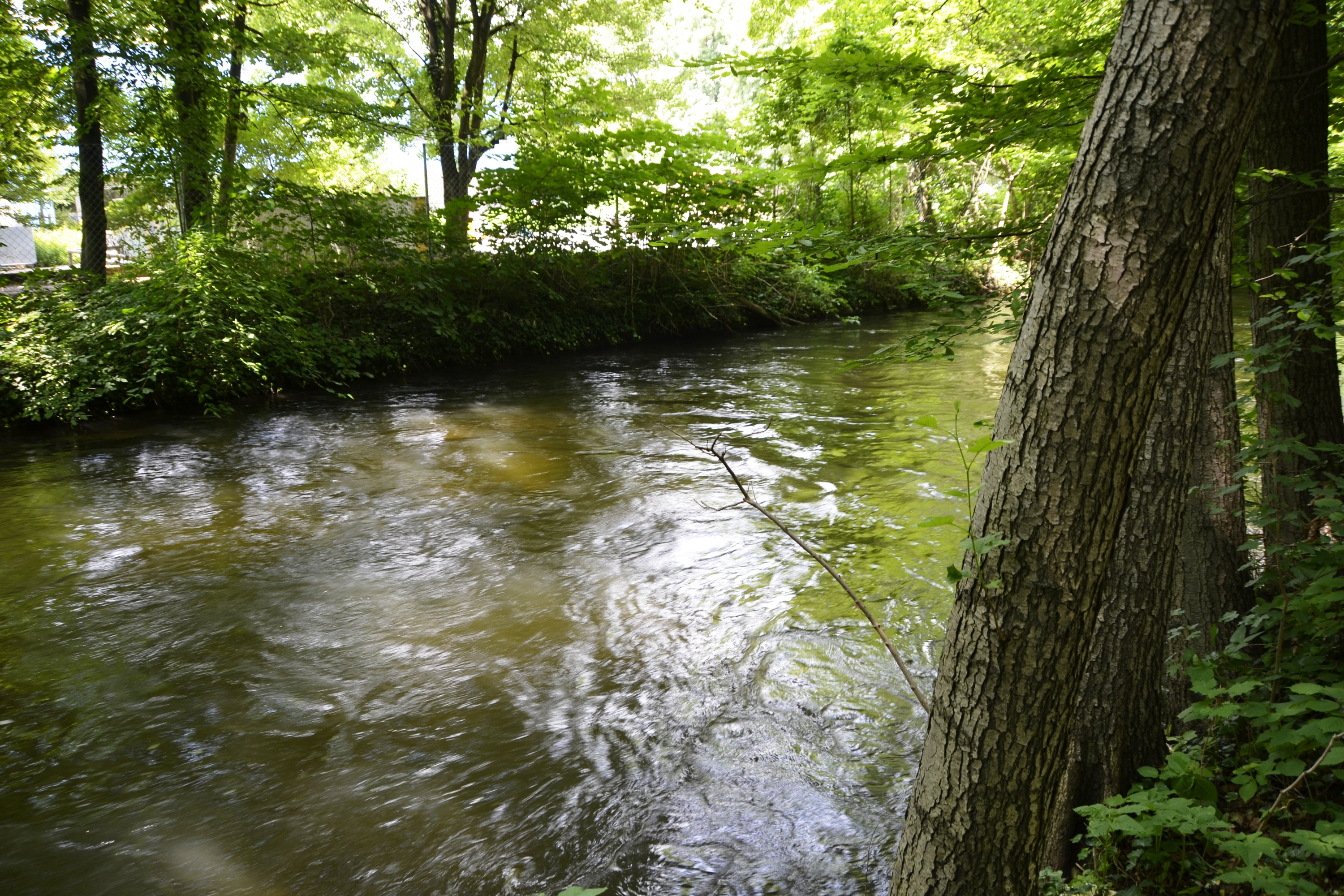
Sông Würm ở Pasing.

Sông Würm là một sông ở Bayern, Đức, chi nhánh bên Phải của sông Amper. Nó chảy từ hồ Starnberg qua các làng Gauting, Krailling, Planegg, Gräfelfing và Lochham cũng như một phần của München (ở quận Pasing) trước khi nhập vào sông Amper, ở gần Dachau, sau đó chạy vào sông Isar rồi cuối cùng chảy vào sông Donau. 

## Dòng sông

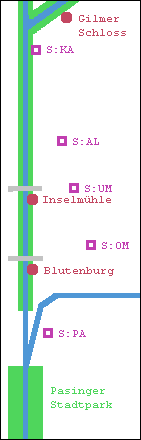
Dòng chảy ở München. „S:PA": Pasing, „S:KA": Karlsfeld, „S:AL": Allach, „S:UM": Untermenzing và „S:OM": Obermenzing

Từ nguồn, sông Würm chạy qua Leutstettener Moos, một khu bảo tồn thiên nhiên với sậy và than bùn, Mühltal (Würm), qua các khu rừng tới Gauting, Stockdorf, Krailling, Planegg, Gräfelfing rồi München-Pasing.
Würm chạy ngang qua München ở phía Tây với một quãng sông dài 11,2 km qua các khu vực Pasing, Obermenzing, Untermenzing và Allach. Tại Obermenzing nó chạy ngang qua lâu đài Blutenburg. Sau khi rời khỏi München tại nhà ga S-Bahn Karlsfeld nó chảy tiếp tới Karlsfeld rồi Dachau, nơi đây nó nhập vào sông Amper.
Khúc sông tại thành phố München thường được bao quanh bởi một vòng đai cỏ với đường dành cho người đi xe đạp và đi bộ và công viên Pasing. Nước từ sông Würm cũng chảy vào hệ thống kinh đào nằm phía Bắc của München, từ Pasing qua Obermenzing vào công viên lâu đài Nymphenburg, rồi kinh đào Nymphenburg, sau đó hồ Olympia ở công viên Olympia rồi sau cùng tại Hirschau ở vườn Anh nhập vào suối Schwabing.

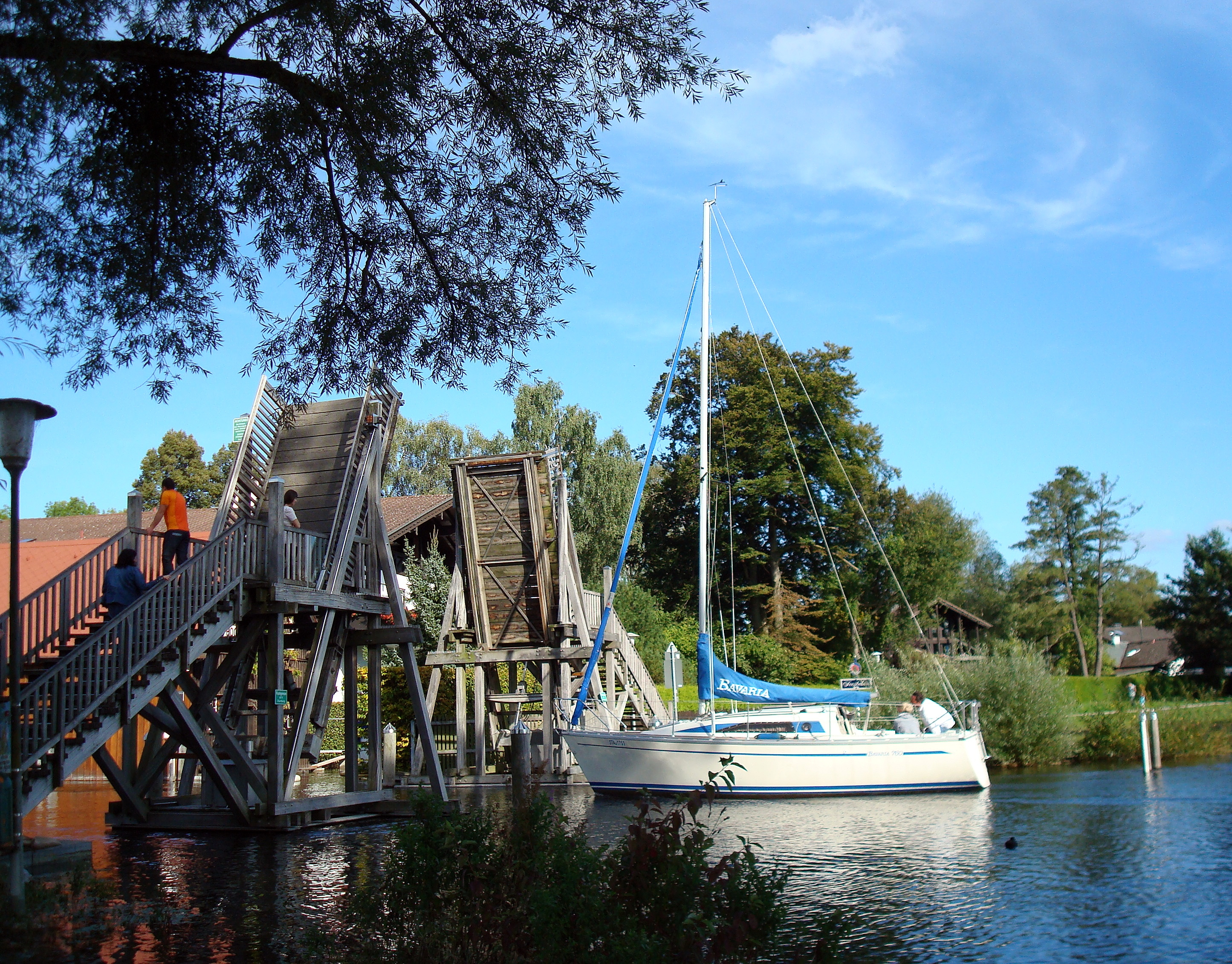
Sông Würm tại nguồn từ cuối đầu phía Bắc sông Starnberg
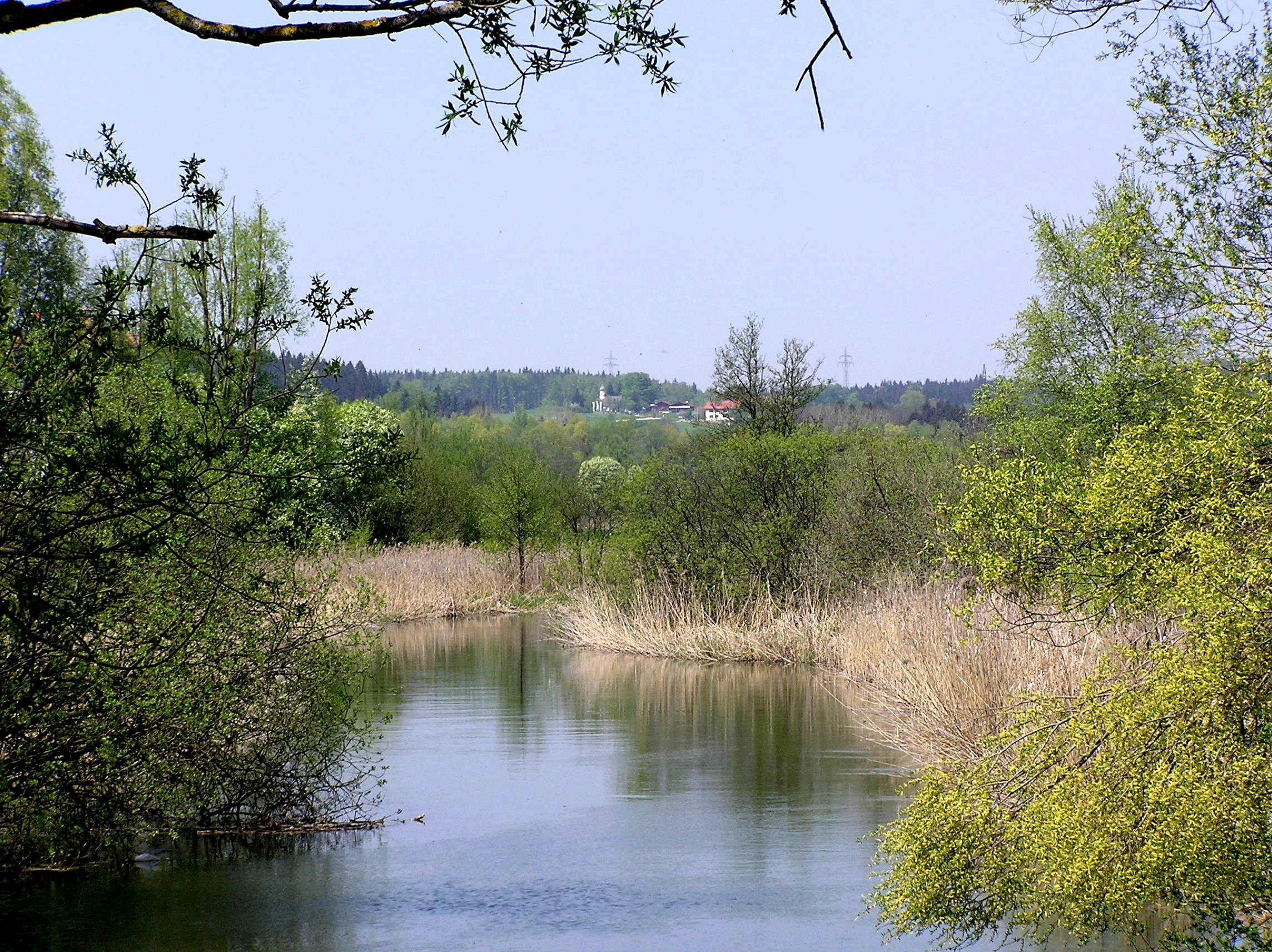
Tại Leutstettener Moos
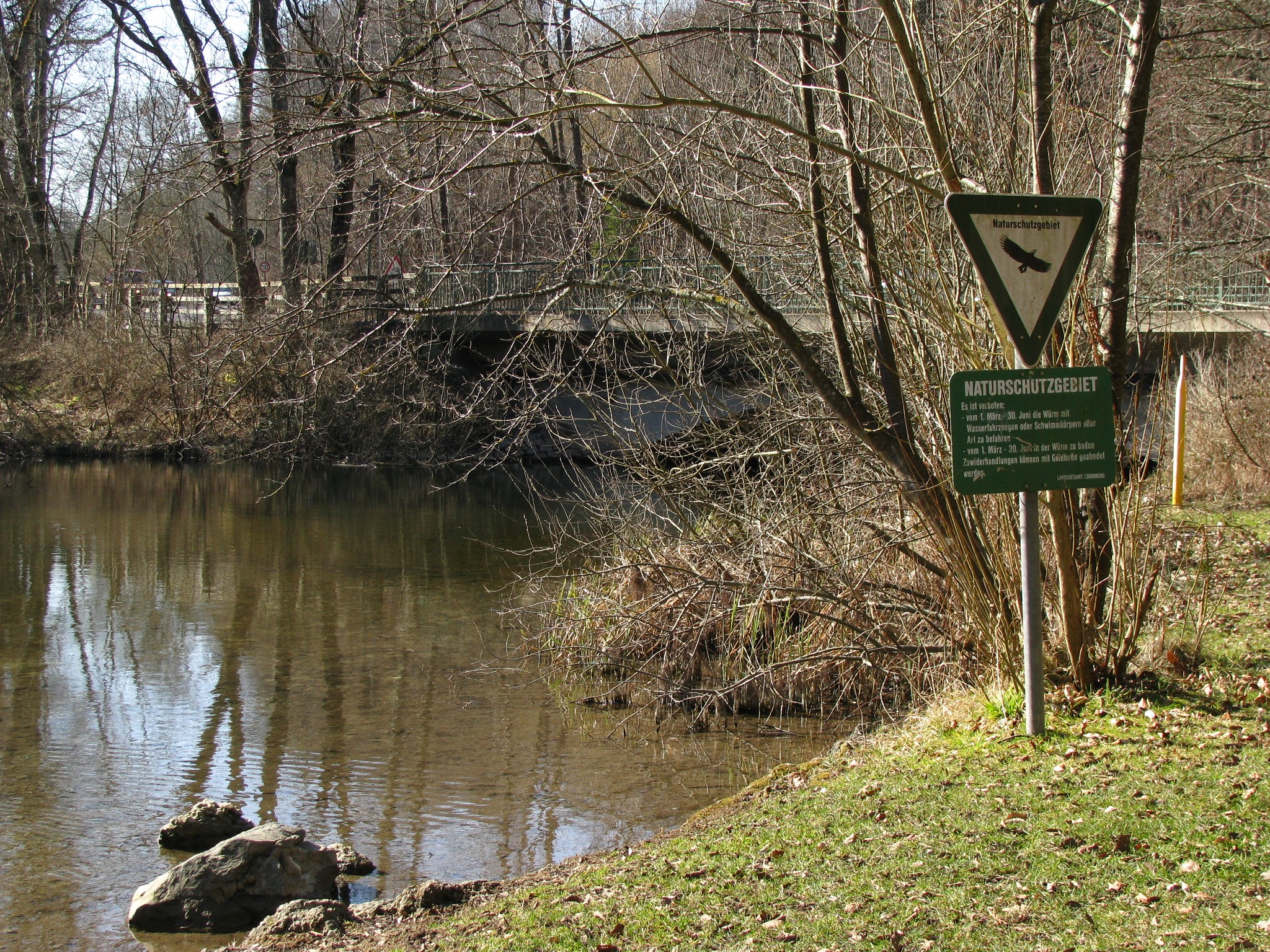
Tại cầu ở Leutstetten
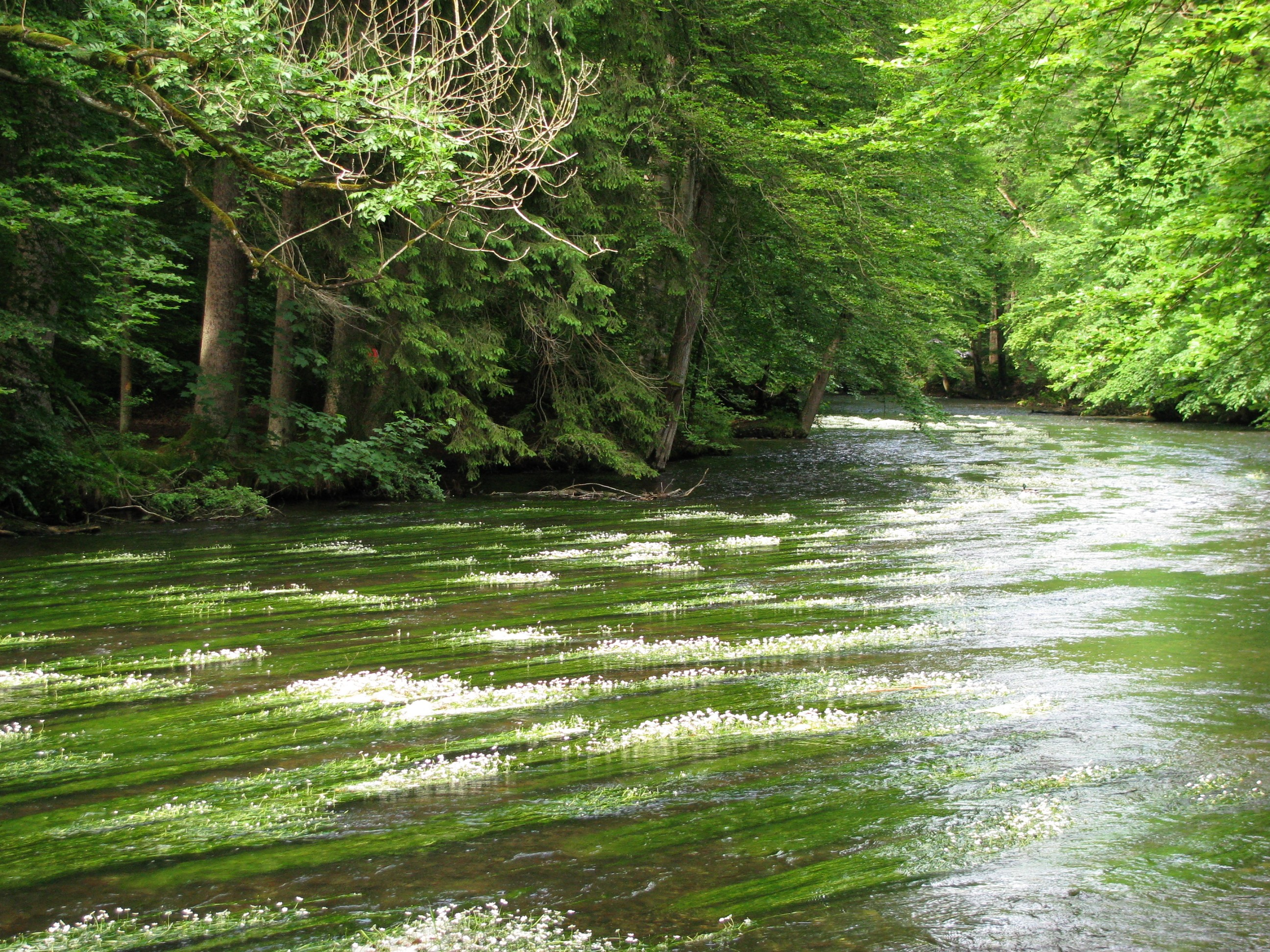
Ở Mühltal giữa Leutstetten và Gauting
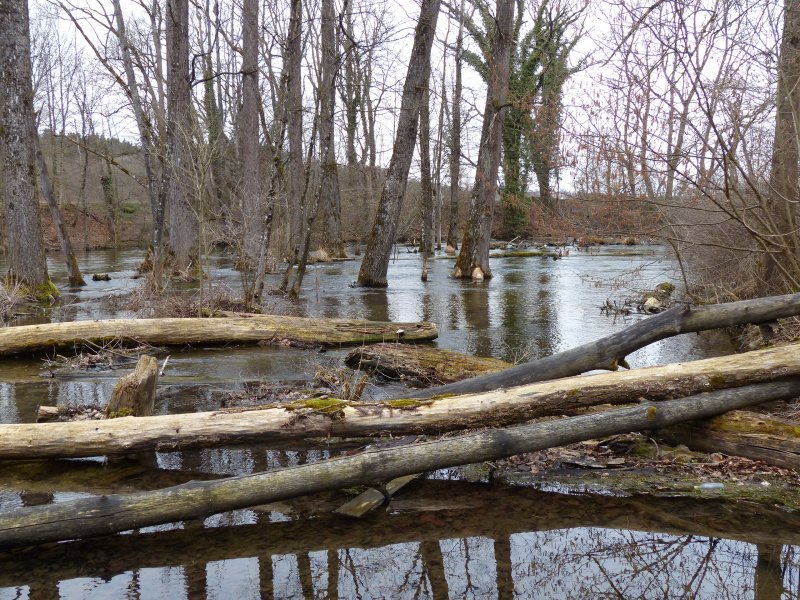
Phía Nam của Gauting
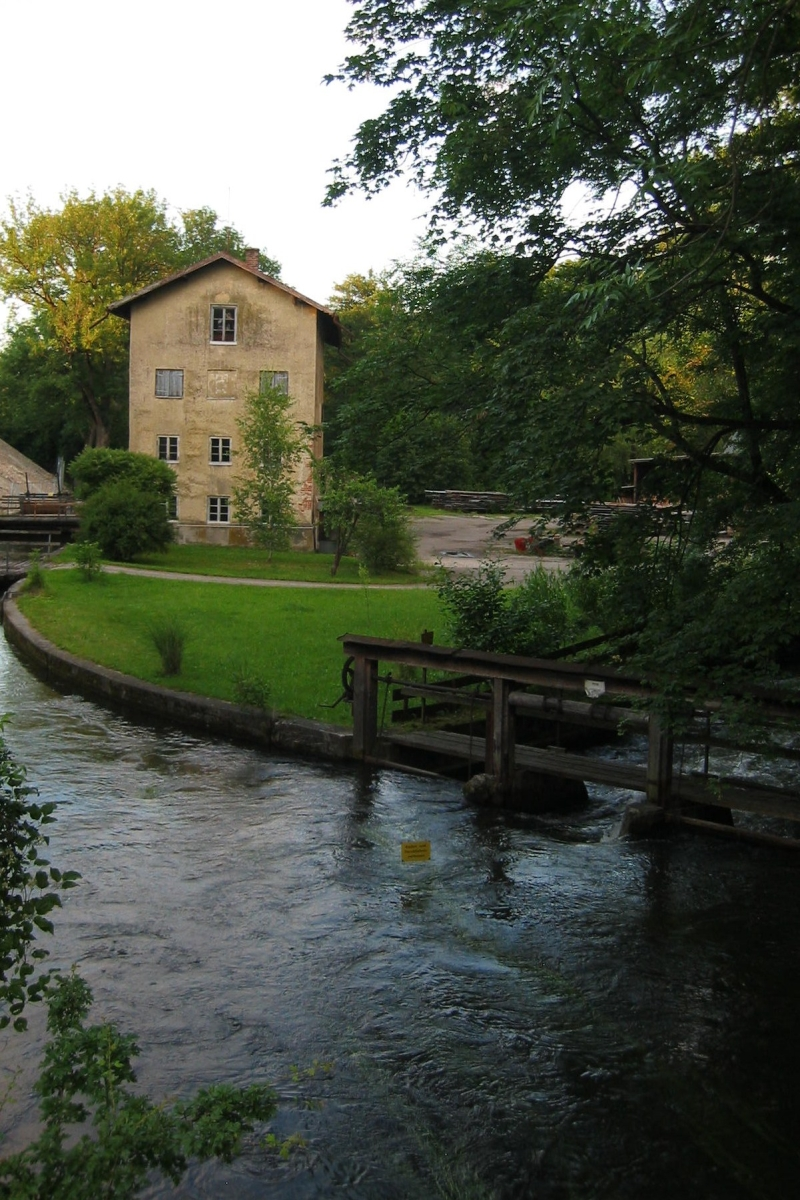
Ở Krailling
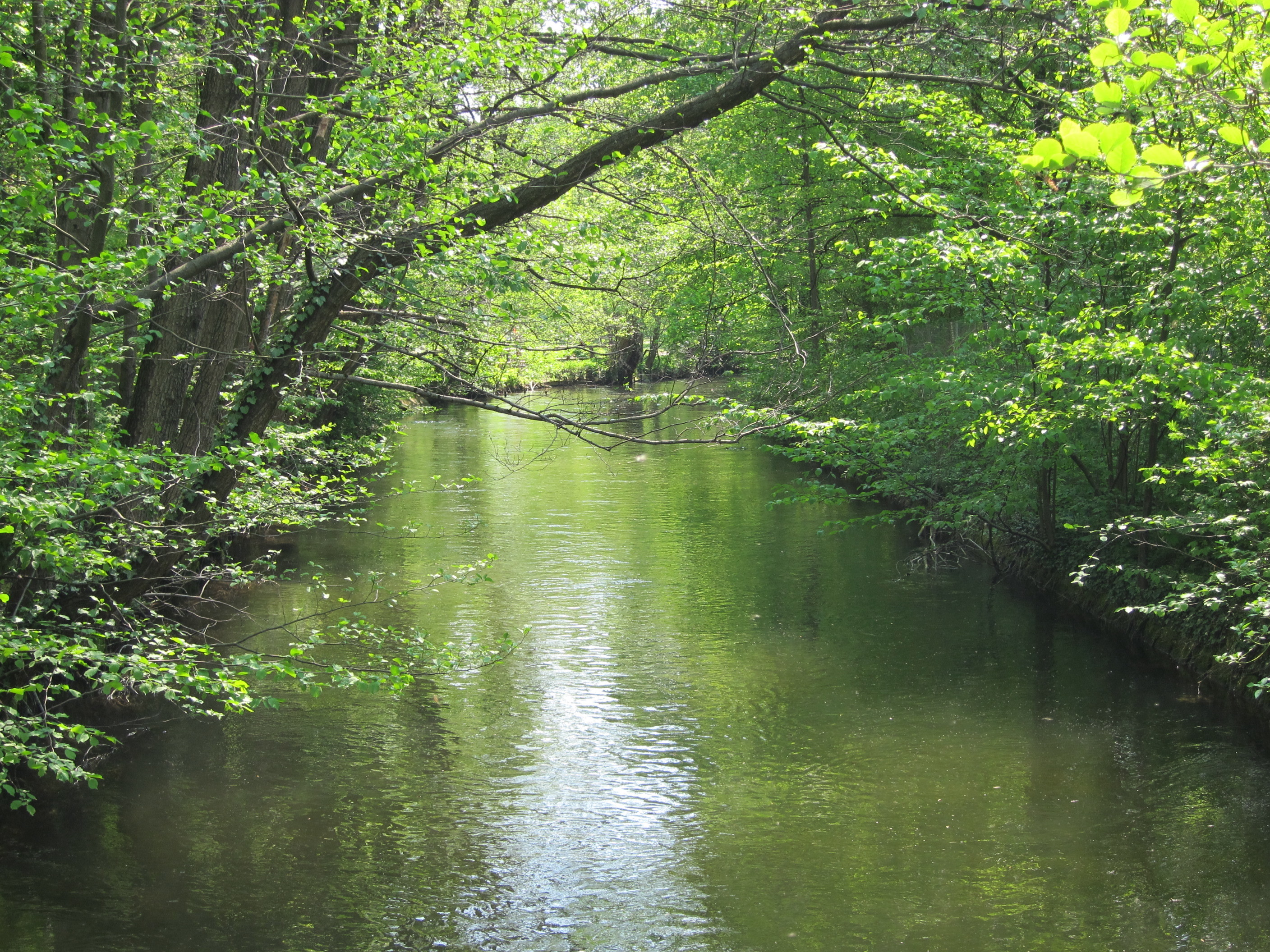
Ở công viên Pasing
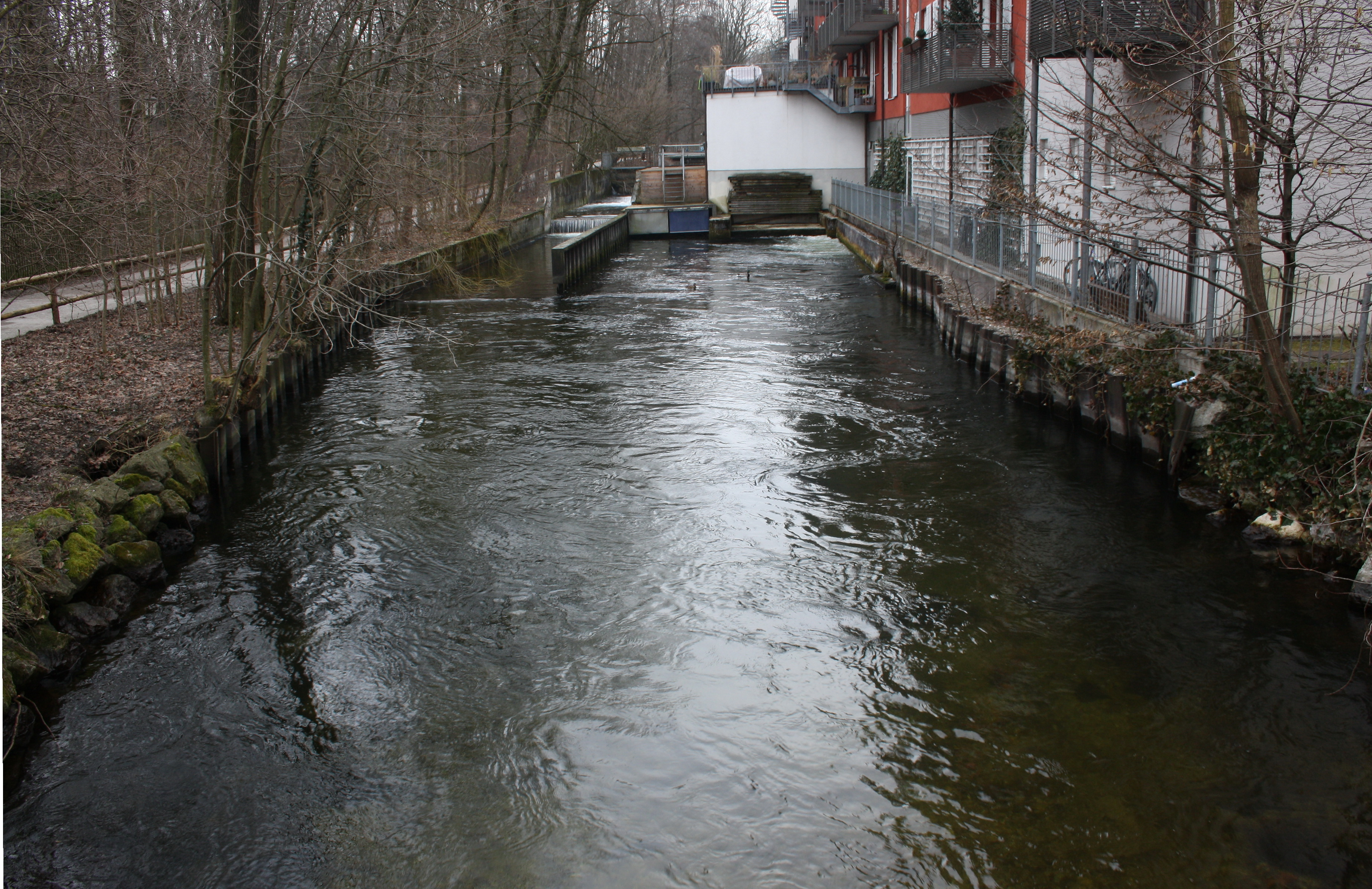
Đập nước ở Pasing bên nhà máy xay cũ
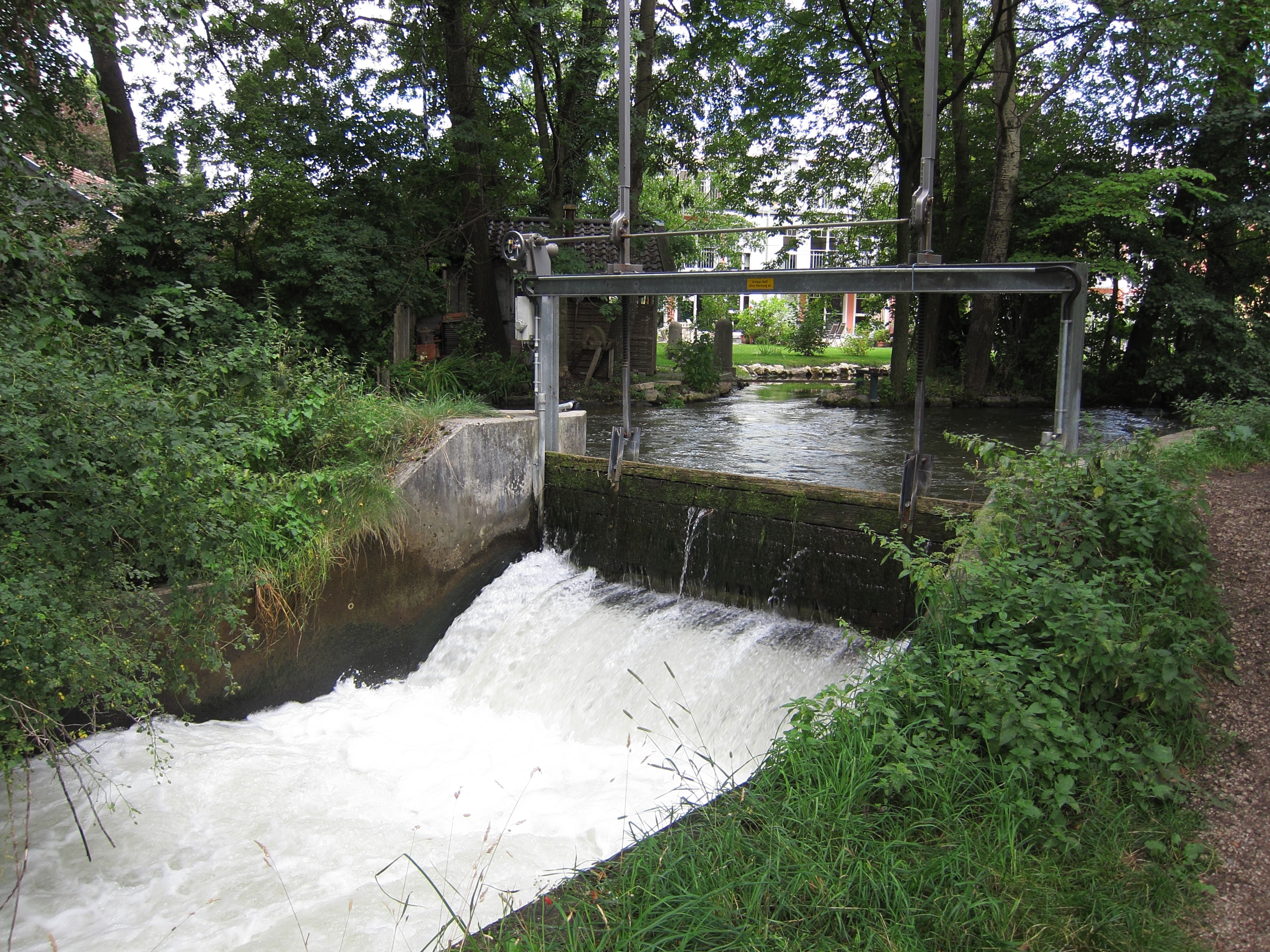
Tại Allach
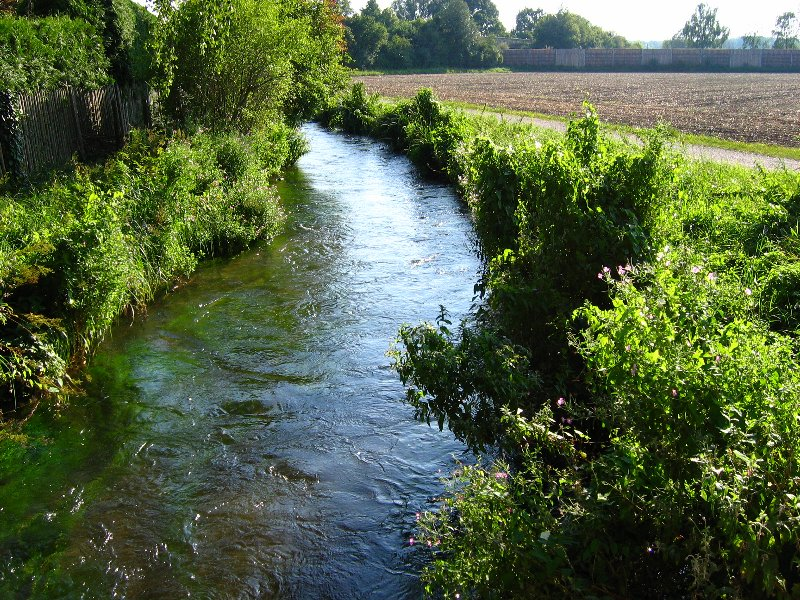
Tại Karlsfeld
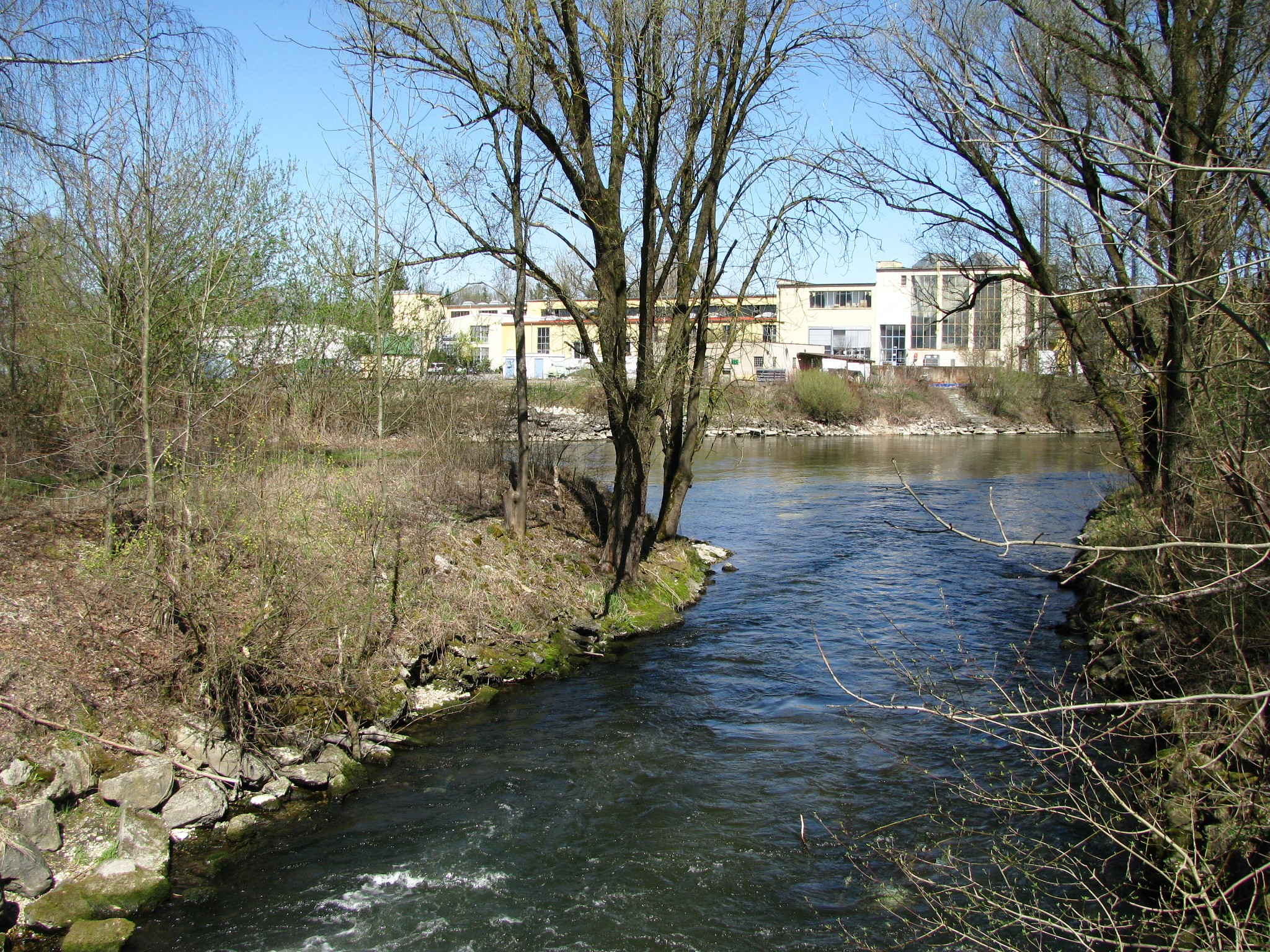
Tại nơi nhập vào sông Amper ở Hebertshausen

## Động vật
Từ vài năm nay hải ly đã về sống lại tại sông Würm, nhất là tại vùng Stockdorf.

## Sách báo
- Hans Jürgen Hansen, Evelinde Manon: Das Würmtal zwischen Starnberg und Dachau. Urbes Verlag, Gräfelfing 1982
- Erich Weichelt, Mark Schütze, Gerhard Ongyerth: Die Würm. Münchenverlag, München 1997
- Rolf K. Meyer, Hermann Schmidt-Kaler: Wanderungen in die Erdgeschichte, Band 9: Auf den Spuren der Eiszeit südlich von München – westlicher Teil. Pfeil Verlag, München, ISBN 978-3-931516-10-9